# Despertar
Despertar (títol original en anglès, Awakenings) és una pel·lícula estatunidenca dirigida per Penny Marshall, estrenada el 1990, i doblada al català.

## Argument
Leonard Lowe és víctima d'una malaltia que el treu de la realitat i el deixa catatònic des dels 10 anys.
Es troba als 40 anys en una clínica psiquiàtrica, a càrrec de la seva mare. Sense comptar amb l'arribada del Dr. Malcom Sayer, jove metge que només ha treballat en investigació. Desitja revolucionar el dia a dia dels malalts amb un medicament miracle. L'únic a treure'l del seu son de plom.

## Repartiment
- Robert De Niro: Leonard Lowe
- Robin Williams: Dr. Malcolm Sayer
- Julie Kavner: Eleanor Costello
- Ruth Nelson: Mrs. Lowe
- John Heard: Dr. Kaufman
- Penelope Ann Miller: Paula
- Alice Drummond: Lucy Fishman
- Judith Malina: Rose
- Barton Heyman: Bert
- George Martin: Frank
- Anne Meara: Miriam
- Richard Libertini: Sidney
- Laura Esterman: Lolly
- Dexter Gordon: Rolando
- Jayne Haynes: Frances

## Altres dades de la pel·lícula
- A destacar la primera aparició cinematogràfica (no surt, però, als crèdits) de l'actor Vin Diesel.
- El rodatge s'ha desenvolupat a Nova York.
- Dexter Gordon, que interpreta aquí el paper de Rolando, era un cèlebre saxofonista americà, mort el 25 d'abril de 1990, abans de l'estrena de la pel·lícula.

## Banda sonora
- I'm Always Chasing Rainbows, compost per Harry Carroll i Joseph McCarthy
- O Soave Fanciulla, interpretat per Mirella Freni i Nicolaï Gedda
- Purple Haze, interpretat per Jimi Hendrix
- Shanghai Shuffle, interpretat per Fletcher Henderson
- Sing, Sing, Sing, compost per Louis Prima
- Time of the Season, interpretat per The Zombies
- You Made Me Love You, compost per Joseph McCarthy i James V. Monaco

## Premis i nominacions

### Premis
- 1990: Premi New York Film Critics Circle al millor actor per Robert De Niro

### Nominacions
- 1991: Oscar a la millor pel·lícula
- 1991: Oscar al millor actor per Robert De Niro
- 1991: Oscar al millor guió adaptat per Steven Zaillian
- 1991: Globus d'Or al millor actor dramàtic per Robin Williams
- 1992: Grammy a la millor composició instrumental escrita per pel·lícula o televisió per Randy Newman